# 欧罗巴快运航空
欧罗巴快运航空（Air Europa Express，曾名为Aeronova航空）是一家西班牙的区域航空公司。其母公司是大型旅行社Globalia（也是欧罗巴航空的母公司）。欧罗巴快运航空主要为欧罗巴航空运营区域航线。根据Globalia计划，欧罗巴航空负责长距离航线；而欧罗巴快运航空则负责短距离航线，这样分工的目的是有效降低运营成本。需要指出的是，欧罗巴快运航空并不是欧罗巴航空的一部分，两者虽然名字相似，但是实际上完全互相独立运作。